# Зафар
Зафар (арап. ظفار, Џафар) познат и као Рајдан, је био главни град античке Краљевине Химјар (око 110. п. н. е.-око 500) у Јемену. Археолошко налазиште Зафар налази се на око 130 km југоисточно од главног града Сане, поред данашњег села Зафар, на висоравни од 2800m надморске висине. Најближи од већи градова му је Јарим, удаљен око14 km у правцу северо-запада.

## Историја града
Кад је и како Зафар настао и развио се у град и данас није потпуно јасно. Главни извор за проучавање историје Зафара су стари јужноарапски записи на писму муснад ( 1. веку п. н. е. Зафар спомиње и Плиније Старији у свом јелу Naturalis Historia. О Зафару се пише и у Анонимном грчком кормилару по еритрејском мору из 1. века п. н. е, као и Птоломејевој - Географији. Вероватно је да су преписивачи из средњег века погрешно прецртали тај део Птоломејеве карте па се Зафир (латински: Sepphar) нашао у Оману, а не како треба на западу Јемена.
Негде између 537 и 548. године, владари Химјара су се преселили у Сану, која је тада већ била значајни град са својом тврђавом Гумдан. Оно што су показала савремена археолошка искапања је веома интересантно - нема никаквих трагова касније градње у Зафару и околини. Град је највјероватније - уништен и напуштен, али нема никаквих писаних трагова о томе како је дошло до уништења Зафара.

## Археолошка ископавања на налазишту Зафар
Већина до данас ископаних објеката и налазишта, највероватније припада раздобљу Краљевине Химјар из времена 270 - 525. али има и неколико налазишта из ранијег периода (110. п. н.e. - 270.).
Археолошко налазиште Зафар има површину 110 хектара, али сам град који се налази на неравној узвишици био је мањи од њега. Зафар је друго по величини археолошко налазиште у Арабији, након Мариба, дужине око 4000m. До данас су ископане и добро истражене; главно градско утврђење (Хусн Рајдан), гробови југозападно од Хусн Рајдана те камени двор површине30 x 30 m² непознате намене. Утврђења Хусн Рајдан и Ел Гуср (око 300 m северније) су некада чиниле јединствено утврђење унутар градских зидина.
У старим арабијским текстовима писаним на муснад писму, спомиње се чак пет краљевских палата: Харгаб, Каланум, Кавкабан, Шавхатан и Рајдан и једна мања палата; Јакруб. У Зафару су живели једни поред других многобошци, јевреји и хршћани - монофизити, који су били доминанти у раном 6. веку. О Зафару је писао и ранохршћански писац -Филосторгиус, који напомиње да је Зафар већ у 4. веку имао цркву. Овални камени натпис Јишак бар Ханина представља најранији доказ о присуству Јеврајиа у јужној Арабији. Оно што изазива чуђење, је да има изненађујуће мало сакралних налаза.
Од 1998. године, немачки археолог Пол Јиле са Универзитета у Хеиделбергу проводио је опсежна ископавања у Зафару. Он је међу првима у своја истраживања увео геоинформатику.
Данас је крај око Зафара место изузетно тешко за преживљавање, без дрва, воде, и добре земље, тако да у данашњем Зафару живи само 450 становника који се баве сточарством и пољопривредом.